# 马泰·切尔尼奇

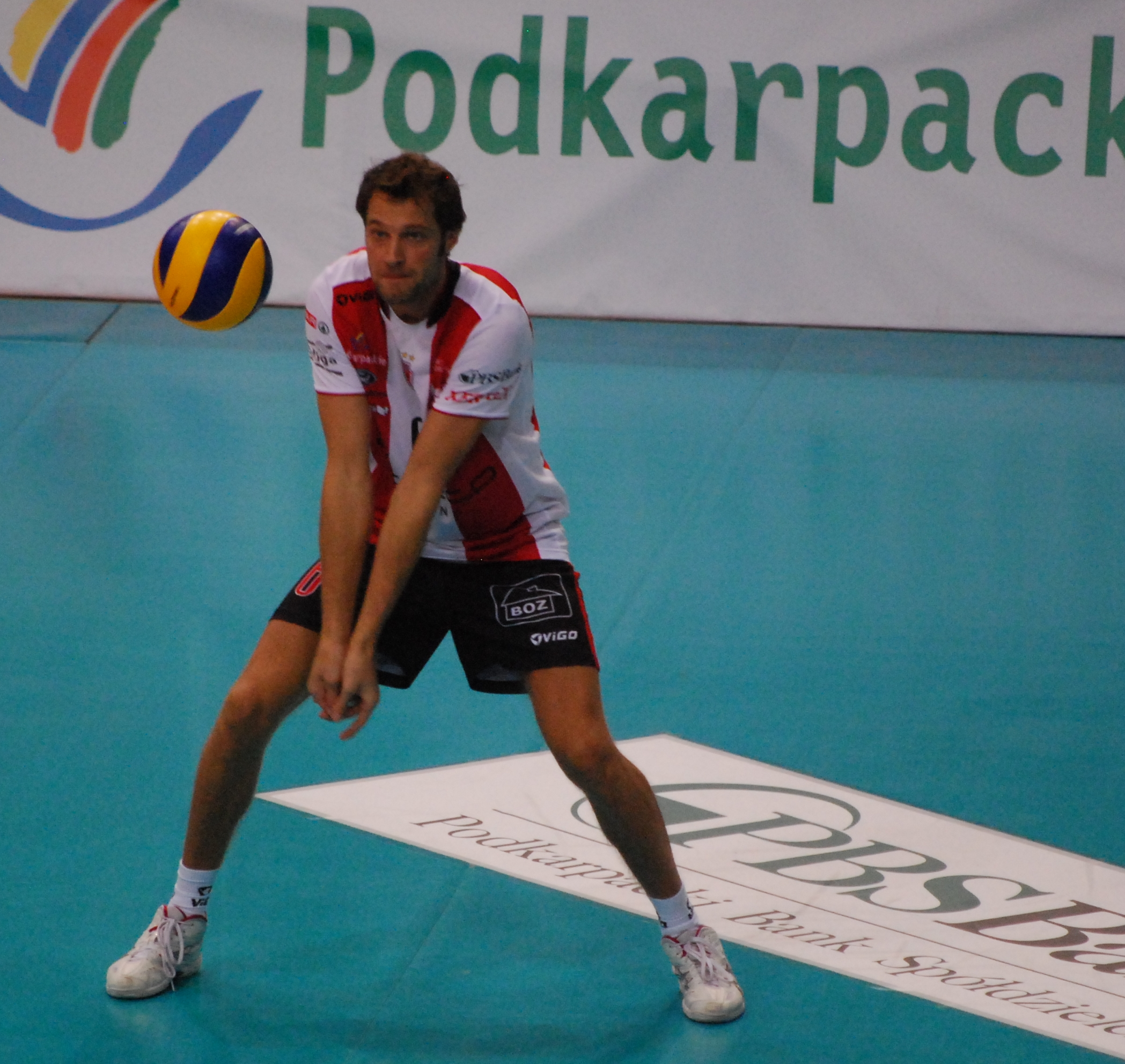
马泰·切尔尼奇

马泰·切尔尼奇（1978年9月13日—），意大利前男子排球运动员。他曾代表意大利国家队参加2004年夏季奥林匹克运动会排球比赛，结果获得一枚银牌。